# ルナ21号
ルナ21号（ロシア語：Луна-21、ラテン文字表記の例：Luna 21）は、1973年1月8日に打ち上げられたソビエト連邦の月探査機。ルナ計画の1機体として月に着陸し、4ヶ月以上に渡って無人月面車ルノホート2号で月面を探査した。

## 設計
ルナ21号は1970年に打ち上げられたルナ17号の同型機で、降下ステージと月面車の2つのモジュールから構成されていた。降下ステージは探査機を月面に着陸させる役割を持ち、4本の脚と2種類の逆噴射ロケットを装備していた。
月面車はルノホート2号と命名され、月面を移動しながら観測を行った。その本体は鉢のような形をした与圧容器だった。基本設計はルナ17号に搭載されたルノホート1号から引き継がれたが、若干の改良が加えられていた（例えばルノホート1号では円形だったカメラの開口部が2号では四角形に再設計されている）。
観測機器としては、複数のカメラ・月面の機械的性質を調査する装置・太陽からのX線を観測する装置・光度計・磁力計・放射計・測距のため地上からのレーザーを検出・反射するコーナーキューブ装置が装備されていた。車体上部に取り付けられたカメラからは一定間隔で映像が送信され、走行ルートの選択の参考にされた。移動速度は時速1kmと時速2kmの二種類から選択する方式がとられた。
ルノホートには8つの車輪があったが、車輪はそれぞれ独立したモーターから動力を供給されており、車輪の一部に問題が起きても駆動系全体に致命的な影響が広がらないように工夫されていた。車体の上部には太陽電池パネルが装備され、太陽光による発電を行った。夜間は発電が行えないが、内部に搭載した放射性元素ポロニウムの崩壊熱によって与圧された探査機内部の温度を保つことができた。

## 探査
1973年1月8日、ルナ21号はバイコヌール宇宙基地からプロトンロケットで打ち上げられた。探査機は一旦地球を周回するパーキング軌道に投入された後に月へ向かった。飛行は順調に進み、1月12日には高度100×90kmの月周回軌道に投入された。続いて、13から14日にかけて行われた軌道修正によって近点高度が16kmまで下げられた。
1月15日、ルナ21号は逆噴射により月周回軌道を離脱し、月面へ向けて降下を開始した。探査機は自由落下ののち高度750mで逆噴射を開始した。月面まで22mに迫ったところでサブのエンジンに切り替え減速を続けた。高度1.5mでエンジンを停止し、最後は自由落下によって着陸した。着陸地点はルモニエという名前のクレーターの内部だった。
ルノホート2号はまず周辺の写真を撮影し、次に月面へ降りた。最初に着陸地点の周辺の観測が行われ、それから他の場所へ移動した。バッテリーが不足すると太陽電池パネルを開き充電を行った。2週間ほど続く月の夜の間は活動を停止し、ポロニウムによって内部を保温した。
6月4日、ルナ21号の計画の終了が公式に発表された。期間中にルノホート2号は37kmを走行し、8万枚の写真と86枚のパノラマ写真を撮影した。搭載されていた反射鏡は活動停止前に地球に向けられ、その後もレーザーによる測距に活用された。